# チェリスト
チェリスト（cellist）とは、チェロの演奏家のことを言う。

## 著名なチェリストの一覧
五十音順に並んでいる。クラシック音楽の演奏家一覧#チェロ奏者も参照。

### 日本以外
あ行
- ニコラウス・アーノンクール
- アレクサンドル・イヴァシュキン
- スティーヴン・イッサーリス
- タチアナ・ヴァシリエヴァ
- ピーター・ウィスペルウェイ
- フランシス＝マリー・ウィッティ
- ハヌシュ・ヴィハーン
- ジュリアン・ロイド・ウェバー
- ラファエル・ウォルフィッシュ
- ルドルフ・ワインスハイマー - 「ベルリン・フィル12人のチェリスト」の創設者。
- ステファン・オーベル

か行
- ガスパール・カサド
- パブロ・カザルス
- ゴーティエ・カピュソン
- ソル・ガベッタ
- アンッシ・カルットゥネン
- ラヤー・ガールブゾヴァ
- ルドヴィート・カンタ
- ヴィーラント・クイケン
- ナターリヤ・グートマン
- ヒドゥル・グドナドッティル
- アレクサンドル・クニャーゼフ
- スヴャトスラフ・クヌシェヴィツキー
- マリア・クリーゲル
- フリードリヒ・グリュッツマッヒャー
- ナンシー・グリーン
- クライヴ・グリーンスミス
- バーナード・グレゴール＝スミス
- ユリウス・クレンゲル
- フリードリヒ・クンマー
- カリーナ・ゲオルギアン
- ダヴィド・ゲリンガス
- ジャン＝ギアン・ケラス
- アルバン・ゲルハルト
- ロバート・コーエン
- クリスティン・フォン・デル・ゴルツ
- クリストフ・コワン

さ行
- ジョルディ・サバール
- シェク・カネー＝メイソン
- シン・ゴアンジン
- ミロシュ・サードロ
- ハインリヒ・シフ
- ダニイル・シャフラン
- ナターリヤ・シャホフスカヤ
- モーリス・ジャンドロン
- ヨーゼフ・シュースター
- ヤーノシュ・シュタルケル
- アンリース・シュミット・ドゥ・ヌヴー
- 鈴木・ライナー・龍一
- ベンジャミン・スケッパー
- レオ・スターン
- マーティン・スタンツェライト - 広島交響楽団首席奏者
- モーテン・ソイテン

た行
- カルル・ダヴィドフ
- ハンナ・チャン
- 趙静（チョウ・チン）
- ロエル・ディールティエンス
- アンリ・デマルケ
- トーマス・デメンガ
- ジャクリーヌ・デュ・プレ
- フリードリヒ・ドッツァウアー
- ウェルナー・トーマス（＝ミフネ）
- ポール・トルトゥリエ

な行
- ジョージ・ナイクルグ
- アンドレ・ナヴァラ
- ザラ・ネルソヴァ
- アルト・ノラス

は行
- オーフラ・ハーノイ
- マット・ハイモヴィッツ
- ステパン・ハウザー
- ボフスラフ・パヴラス
- イルジー・バールタ
- ジークフリート・パルム
- リン・ハレル
- グレゴール・ピアティゴルスキー
- ティモシー・ヒュー
- ノルベルト・ヒルガー
- アンナー・ビルスマ
- ヴィルヘルム・フィッツェンハーゲン
- エマヌエル・フォイアーマン
- ヨゼフ・フッフロ
- オーギュスト・フランショーム
- アナトーリー・ブランドゥコーフ
- ウィリアム・プリース
- ピエール・フルニエ
- マリオ・ブルネロ
- フーゴ・ベッカー
- ユリウス・ベルガー
- ボリス・ペルガメンシコフ
- エマニュエル・ベルトラン
- シムカ・ヘレド
- ミクローシュ・ペレーニ
- エールリング・ブロンダール・ベングトソン
- ヤン・ポガニー
- ダーヴィト・ポッパー
- ゲイリー・ホフマン
- ベアンテ・ボーマン

ま行
- ヨーヨー・マ
- アンゲリカ・マイ
- ミッシャ・マイスキー
- エンリコ・マイナルディ
- モーリス・マレシャル
- ダニエル・ミュラー＝ショット
- ソーヨン・ムーン
- アントニオ・メネセス
- ヨーゼフ・メルク
- イヴァン・モニゲッティ
- トルルス・モルク

や行
- アントニオ・ヤニグロ
- ドミトリ・ヤブロンスキー
- ウェン＝シン・ヤン

ら行
- ラファエラ・グロメス
- レベッカ・ラスト
- ハイディ・リチャウアー
- マッツ・リドストレム
- レナード・ローズ
- ムスティスラフ・ロストロポーヴィチ
- フレデリック・ロデオン

わ行 
- ジャン・ワン（王健）

### 日本
あ行
- 青木十良
- 青月泰山
- 秋津智承
- 石坂団十郎
- 井上頼豊
- 伊藤悠貴
- 岩崎洸
- 植草ひろみ
- 上野通明
- 宇宿直彰
- 江口心一
- 遠藤真理
- 大井絢古

か行
- 柏木広樹
- 木越洋
- 加藤文枝
- 上村文乃
- 上村昇
- 苅田雅治
- 菅野博文
- 北本秀樹
- 工藤すみれ
- 倉田高
- 倉田澄子
- 黒沼俊夫
- 河野文昭

さ行
- 斎藤秀雄
- 佐藤研二
- 渋谷牧人
- 島根朋史
- 清水勝雄
- 篠崎央彡
- 鈴木聡
- 鈴木秀美
- 鈴木二三雄

た行
- 大藤桂子
- 竹内平吉
- 堤剛
- 津留崎直紀
- 常松之俊
- 徳澤青弦
- 徳永兼一郎

な行
- 永山利彦
- 新倉瞳

は行
- 長谷川陽子
- 馬場省一
- 原田禎夫
- 林俊昭
- 林はるか
- 林峰男
- 平井丈一朗
- 深谷展晃
- 藤村俊介
- 藤原真理
- 藤森亮一
- 古川展生
- 堀了介
- 堀江牧生

ま行
- 松下修也
- 松波恵子
- Mariko（Vanilla Mood）
- 丸山朋文
- 溝口肇
- 水谷川優子
- 宮田大
- 向井航
- 向山佳絵子
- 村井智
- 毛利伯郎
- 森純子

や行
- 安田謙一郎
- 山崎伸子
- ヨース毛